# 厚德邨

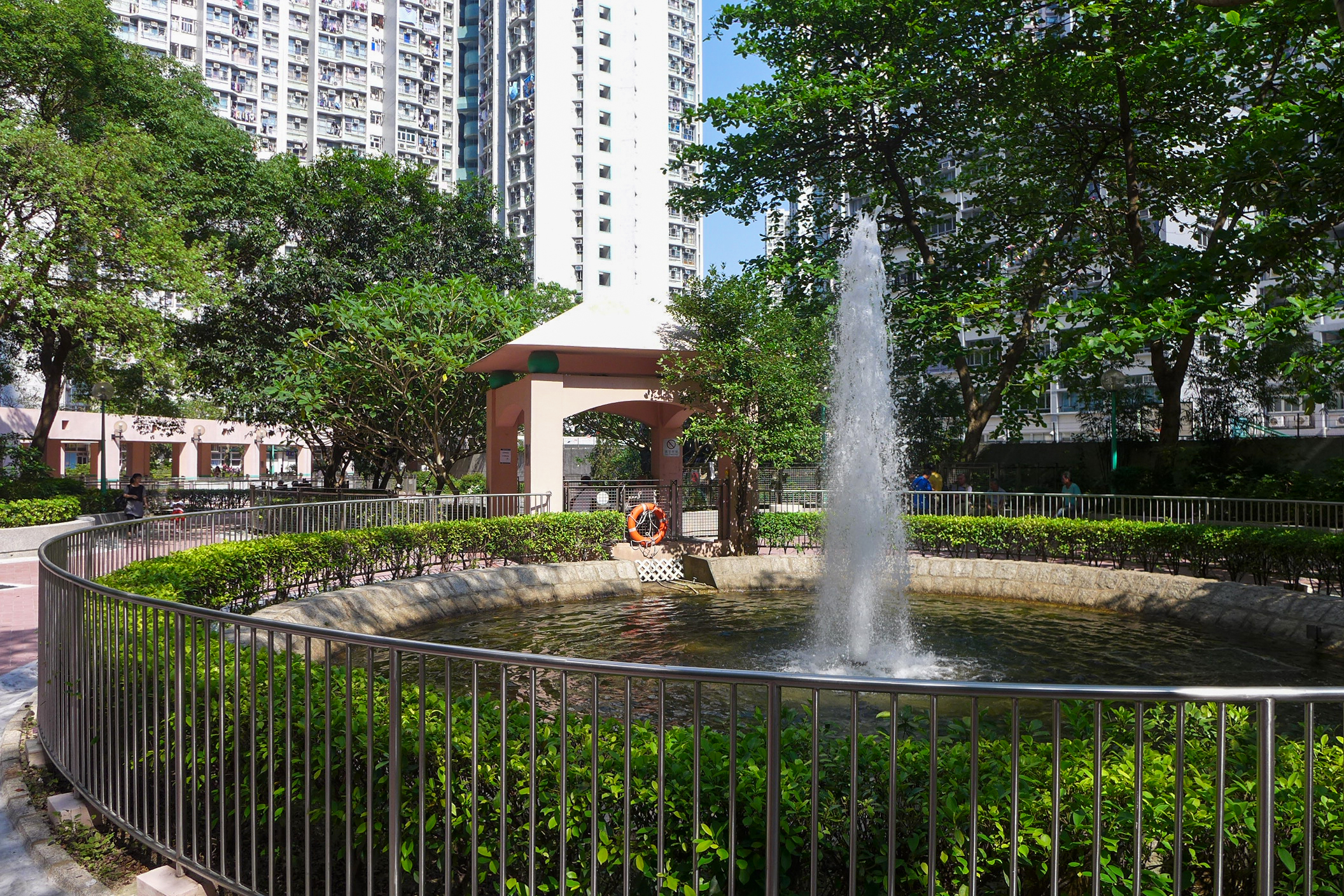
厚德邨水景設施

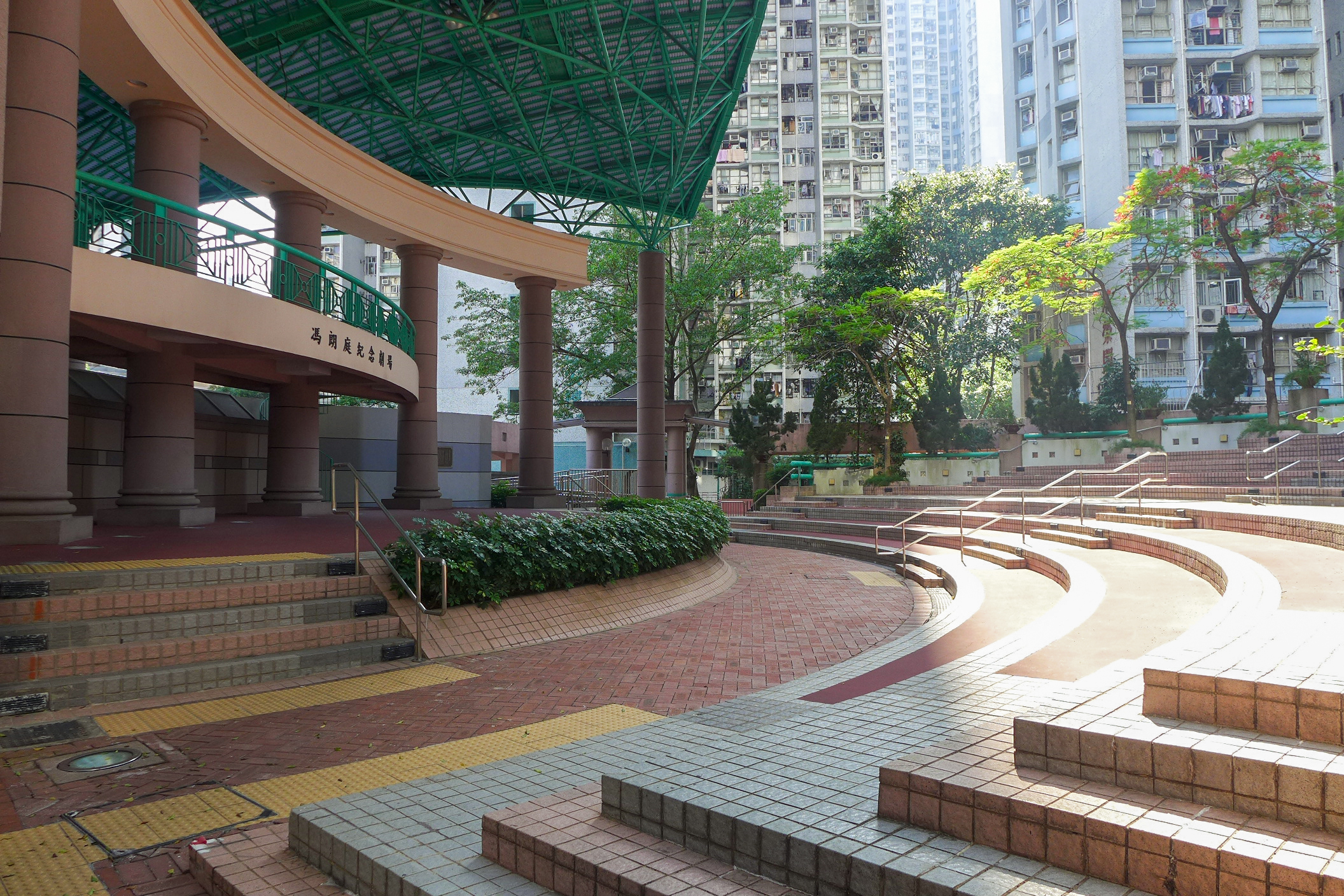
馮朗庭紀念劇場與一般公屋露天劇場不同，只限舉行活動才對外開放

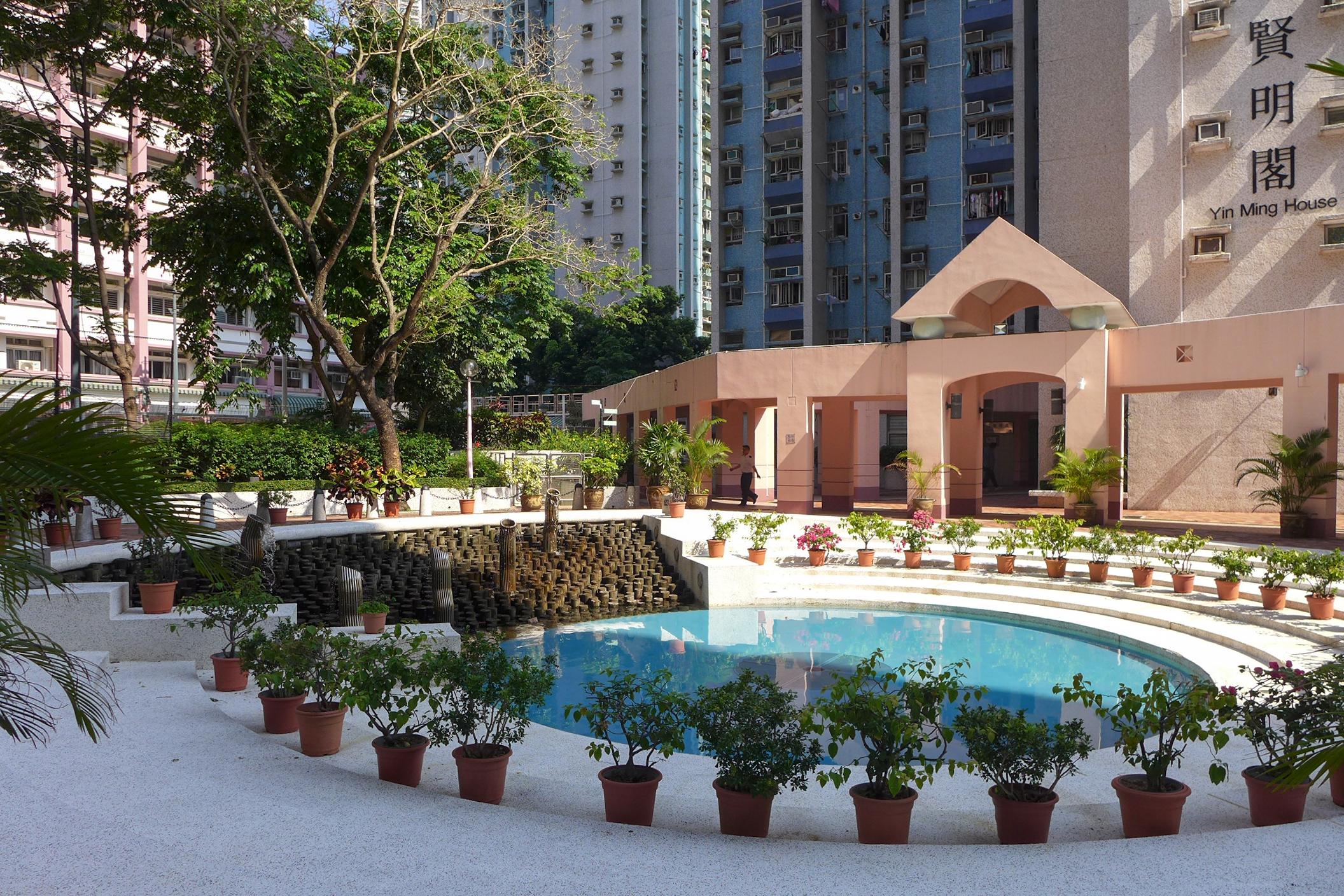
頌明苑噴泉廣場

厚德邨（英語：Hau Tak Estate），是香港的一個公共屋邨，位於新界西貢區將軍澳第39及41區坑口填海區，有六座樓宇，於1989年開始興建，在1993年初開始入伙，現在由雅居物業管理負責屋邨管理。
頌明苑（英語：Chung Ming Court）和裕明苑（英語：Yu Ming Court），是居者有其屋屋苑，位於厚德邨發展計劃內，兩者共有七座樓宇，在1993年及1994年落成。
整個厚德邨發展計劃由房屋署前副署長兼建築師馮宜萱以及其團隊聯手設計。

## 簡介
厚德邨、頌明苑及裕明苑的土地屬於填海地。於1980年代，香港政府決定把將軍澳發展為新市鎮，首先發展的是寶琳路一帶，即翠林邨、康盛花園，其次到寶林邨、景林邨。及至1990年代初，在坑口的原居民遷走及填海工程完成後建成厚德邨，用來安置本來在調景嶺的居民及九龍灣填海區數個臨時房屋區的住戶。
厚德邨是全港首批和諧一型設計的公共屋邨之一，其後房屋委員會從1992年至2009年廣泛採用該款樓宇設計於其它公共屋邨和居者有其屋的屋苑。此外，1994年落成的厚德邨德安樓及裕明苑裕榮閣分別為最後一幢採用鐵窗的出租公屋及居屋大廈。
厚德邨有TKO街市（厚德街市）和停車場，鄰近港鐵坑口站，附近設有數個大型商場，包括TKO Gateway（厚德商場）、東港城、連理街和南豐廣場。

## 屋邨資料
厚德邨和裕明苑位於常寧路（將軍澳第41區），設施包括多層停車場、商場（TKO Gateway）、籃球場、羽毛球場、排球場、足球場及多個兒童遊樂場。其中露天劇場冠名為「馮朗庭紀念劇場」，但只限舉行活動才對外開放。
屋邨內設有蓋行人通道連接各座樓宇和商場；另外，屋邨花園內設有水景設施，並加設了圍欄。
屋邨設計特色之一是德安樓及裕明苑每座其中一邊翼尾的三角形窗台均非如標準設計互相向外指向，而是改向同一方向，以避免兩座的單位近距離互望；德安樓向裕榮閣的1B單位的窗台改爲統一指向常寧路，裕榮閣向德安樓的3B單位的窗台改爲統一指向內園，裕昌閣向德裕樓的1B單位的窗台改爲統一指向寶寧路。除此三座大廈外，和諧式大廈設計之中僅有樂富邨樂翠樓及樂民樓有此安排。

### 樓宇

#### 厚德邨
| 樓宇名稱（座號） | 樓宇類型                                | 落成年份 | 層數 | 每層伙數                | 每座單位總數（伙） | 建築師                       | 承建商   | 提供原有升降機的廠商                     | 更換升降機的廠商           | 期數 |
| ---------------- | --------------------------------------- | -------- | ---- | ----------------------- | ------------------ | ---------------------------- | -------- | ---------------------------------------- | -------------------------- | ---- |
| 德澤樓（第1座）  | 和諧一型（第一代第二款） 連和諧附翼一型 | 1993年   | 38   | 18（主樓） 28（連附翼） | 816                | 房屋署建築師馮宜萱以及其團隊 | 德榮建築 | 英國通用電氣-捷運 QVT (VVVF) 型號        | 通力 MiniSpace (VVVF) 型號 | 2    |
| 德富樓（第2座）  | 和諧一型 （第一代第二款）               | 1993年   | 38   | 18                      | 684                | 房屋署建築師馮宜萱以及其團隊 | 德榮建築 | 英國通用電氣-捷運 QVT (VVVF) 型號        | 通力 MiniSpace (VVVF) 型號 | 2    |
| 德志樓（第3座）  | 和諧一型 （第一代第二款）               | 1993年   | 38   | 18                      | 684                | 房屋署建築師馮宜萱以及其團隊 | 德榮建築 | 英國通用電氣-捷運 QVT (VVVF) 型號        | 通力 MiniSpace (VVVF) 型號 | 1    |
| 德康樓（第4座）  | 和諧一型 （第一代第二款）               | 1993年   | 38   | 18                      | 684                | 房屋署建築師馮宜萱以及其團隊 | 德榮建築 | 英國通用電氣-捷運 QVT (VVVF) 型號        | 通力 MiniSpace (VVVF) 型號 | 1    |
| 德安樓（第5座）  | 和諧一型 （第一代第二款）               | 1994年   | 38   | 18                      | 684                | 房屋署建築師馮宜萱以及其團隊 | 鴻運建築 | 迅達 Miconic V Transistronic M (DC) 型號 | （暫未更換）               | 4A   |
| 德裕樓（第8座）  | 和諧一型 （第一代第二款）               | 1994年   | 38   | 18                      | 684                | 房屋署建築師馮宜萱以及其團隊 | 德榮建築 | 乘賓 TMS-500 (DC) 型號                   | （暫未更換）               | 4B   |

（註：因發展計劃內的第6及7座已經轉作居者有其屋計劃屋苑的關係，故此略去部份座號。上述座號是以房屋署Estate Property的記錄為依歸。）

#### 頌明苑
位於寶順路，設有噴泉廣場及兒童遊樂場。
| 樓宇名稱      | 樓宇類型 | 落成年份 | 層數 | 每層伙數 | 每座單位總數（伙） | 建築師                       | 承建商   | 提供升降機的廠商       | 期數 |
| ------------- | -------- | -------- | ---- | -------- | ------------------ | ---------------------------- | -------- | ---------------------- | ---- |
| 嘉明閣（A座） | 新十字型 | 1993年   | 35   | 10       | 350                | 房屋署建築師馮宜萱以及其團隊 | 有利建築 | 通力 TMS-500 (DC) 型號 | 5    |
| 輝明閣（B座） | 新十字型 | 1993年   | 35   | 10       | 350                | 房屋署建築師馮宜萱以及其團隊 | 有利建築 | 通力 TMS-500 (DC) 型號 | 5    |
| 賢明閣（C座） | 新十字型 | 1993年   | 35   | 10       | 350                | 房屋署建築師馮宜萱以及其團隊 | 有利建築 | 通力 TMS-500 (DC) 型號 | 5    |
| 翠明閣（D座） | 新十字型 | 1993年   | 35   | 10       | 350                | 房屋署建築師馮宜萱以及其團隊 | 有利建築 | 通力 TMS-500 (DC) 型號 | 5    |
| 冠明閣（E座） | 新十字型 | 1993年   | 35   | 10       | 350                | 房屋署建築師馮宜萱以及其團隊 | 有利建築 | 通力 TMS-500 (DC) 型號 | 5    |

#### 裕明苑
| 樓宇名稱             | 樓宇類型                  | 落成年份 | 層數 | 每層伙數 | 每座單位總數（伙） | 建築師                       | 承建商   | 提供升降機的廠商                         | 總期數（屋苑期數） |
| -------------------- | ------------------------- | -------- | ---- | -------- | ------------------ | ---------------------------- | -------- | ---------------------------------------- | ------------------ |
| 裕榮閣（A座／第6座） | 和諧一型 （第一代第四款） | 1994年   | 38   | 16       | 608                | 房屋署建築師馮宜萱以及其團隊 | 鴻運建築 | 迅達 Miconic V Transistronic M (DC) 型號 | 4A（2）            |
| 裕昌閣（B座／第7座） | 和諧一型 （第一代第四款） | 1994年   | 38   | 16       | 608                | 房屋署建築師馮宜萱以及其團隊 | 德榮建築 | 乘賓 TMS-500 (DC) 型號                   | 4B（1）            |

值得一提的是，B座曾經擬納入出售公屋計劃，但其後改為撥入居屋計劃出售，唯只供綠表人士及受整體重建計劃影響的拆遷戶申請。

## 教育及福利設施

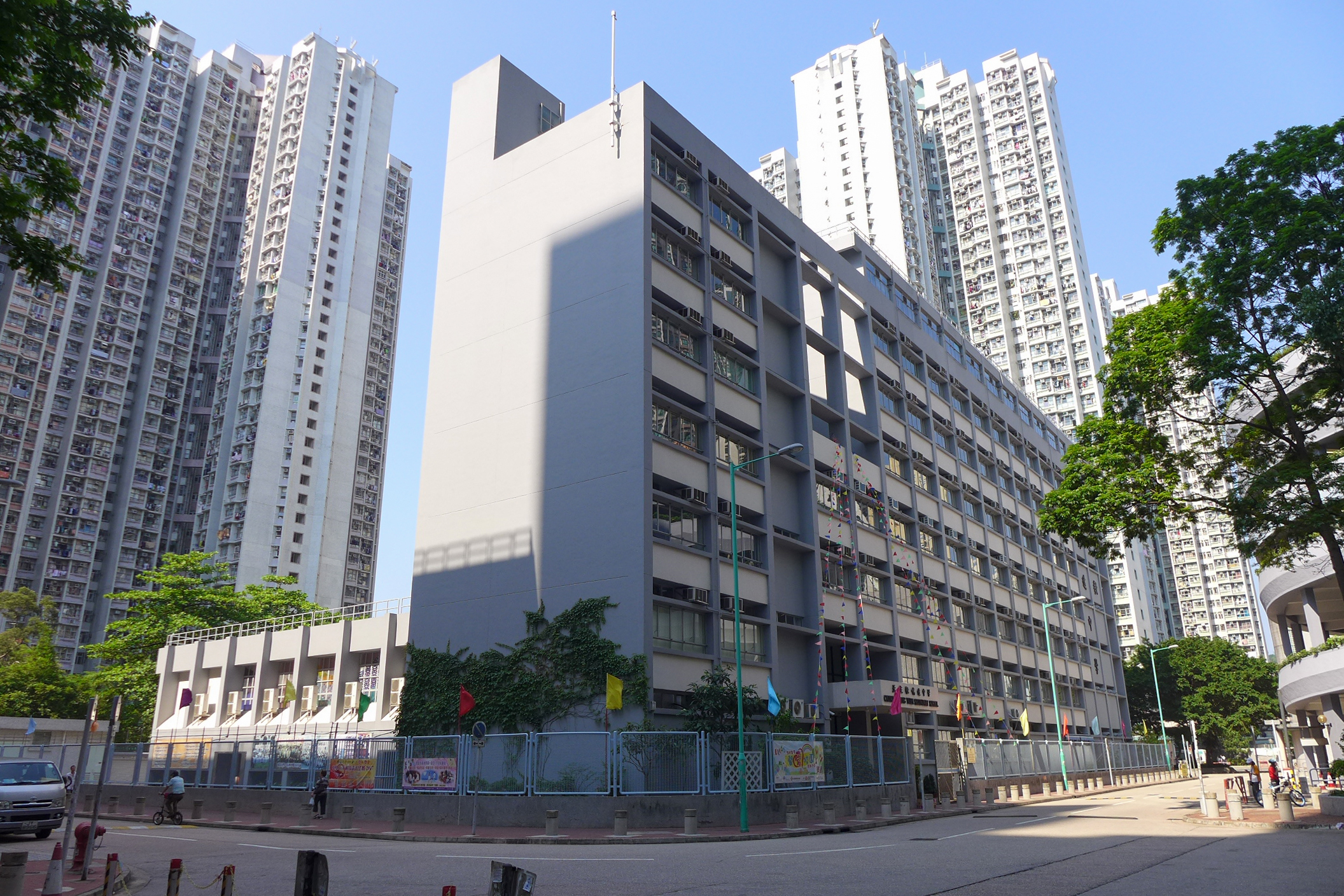
天主教鳴遠中學

### 幼稚園
- 保良局方王換娣幼稚園 （页面存档备份，存于）（1994年創辦）（位於厚德邨TKO Gateway東翼地下KG02號舖）
- 中國基督教播道會厚恩堂厚恩幼兒學校 （页面存档备份，存于）（1994年創辦）（位於厚德邨德裕樓地下）
- 救世軍慶恩幼稚園 （页面存档备份，存于）（1994年創辦）（位於厚德邨TKO Gateway西翼地下KG01號舖）
- 基督教宣道會香港區聯會將軍澳宣道幼稚園 （页面存档备份，存于）（1994年創辦）（位於裕明苑裕榮閣地下）

已結束
- 路德會聖約翰幼稚園（1956年創辦）（位於裕明苑裕昌閣地下）
- 神召會港澳區議會厚德幼稚園（1993年創辦）（位於厚德邨德澤樓地下）
- 基督教中國佈道會耀基幼稚園（1994年創辦）（位於厚德邨德富樓地下）

### 綜合服務中心
- 協康會裕明中心 （页面存档备份，存于）（位於裕明苑裕昌閣地下）

### 小學
- 將軍澳官立小學（1993年創辦）

### 中學
兩間中學均在1993年，由調景嶺遷入。
- 天主教鳴遠中學（1950年創辦）
- 港澳信義會慕德中學（1950年創辦）

### 兒童及青年中心
- 香港青年協會黃寬洋青年空間 （页面存档备份，存于）（位於厚德邨德安樓地下）

### 長者地區中心
- 靈實長者地區服務 ─ 厚德中心 （页面存档备份，存于）（位於厚德邨德康樓地下）

### 護理安老宿位
- 基督教家庭服務中心養真苑 （页面存档备份，存于）（位於厚德邨德康樓及德志樓地下及1樓）

## 相片集

### 厚德邨與裕明苑

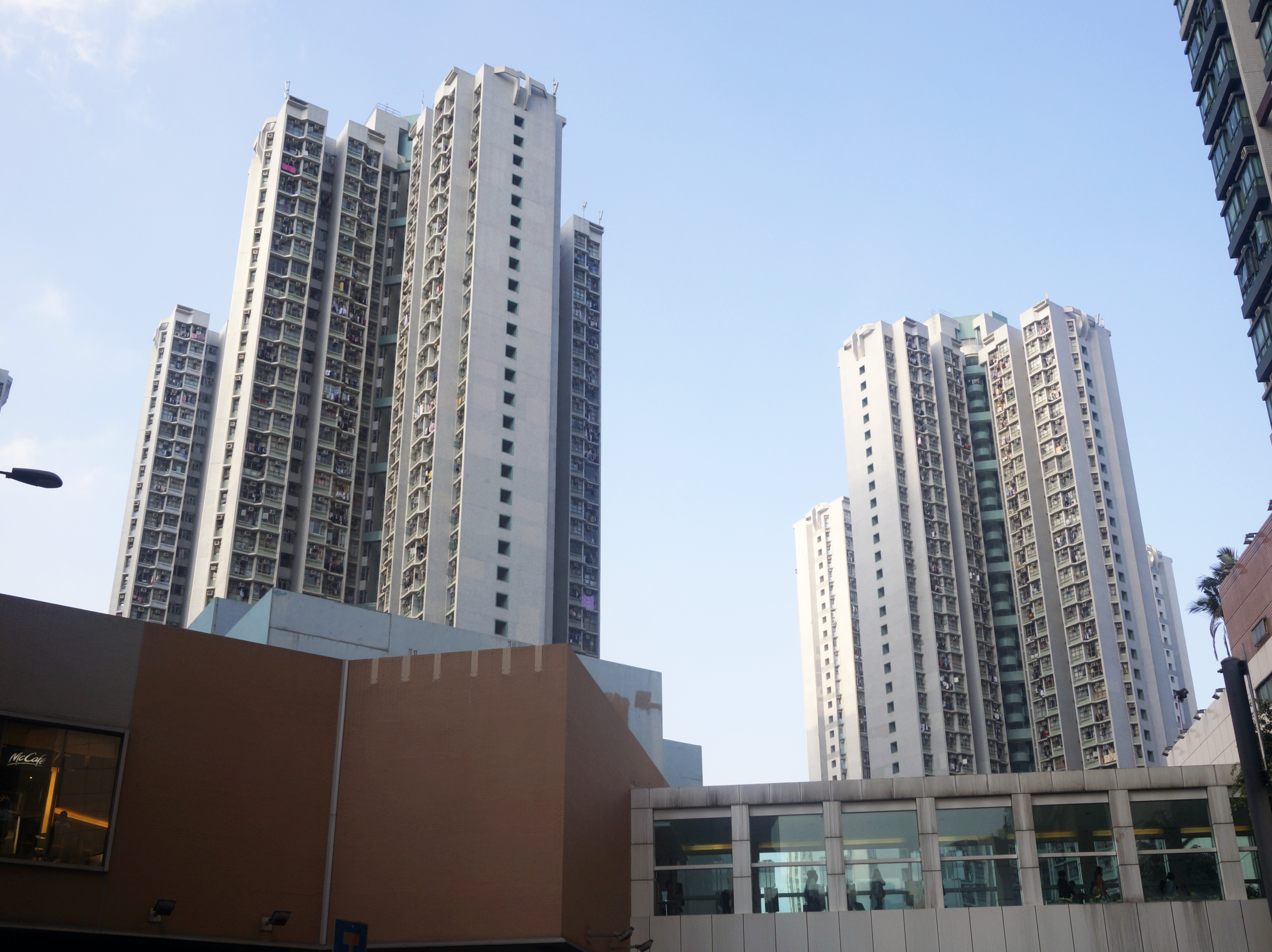
厚德邨德志樓及德安樓
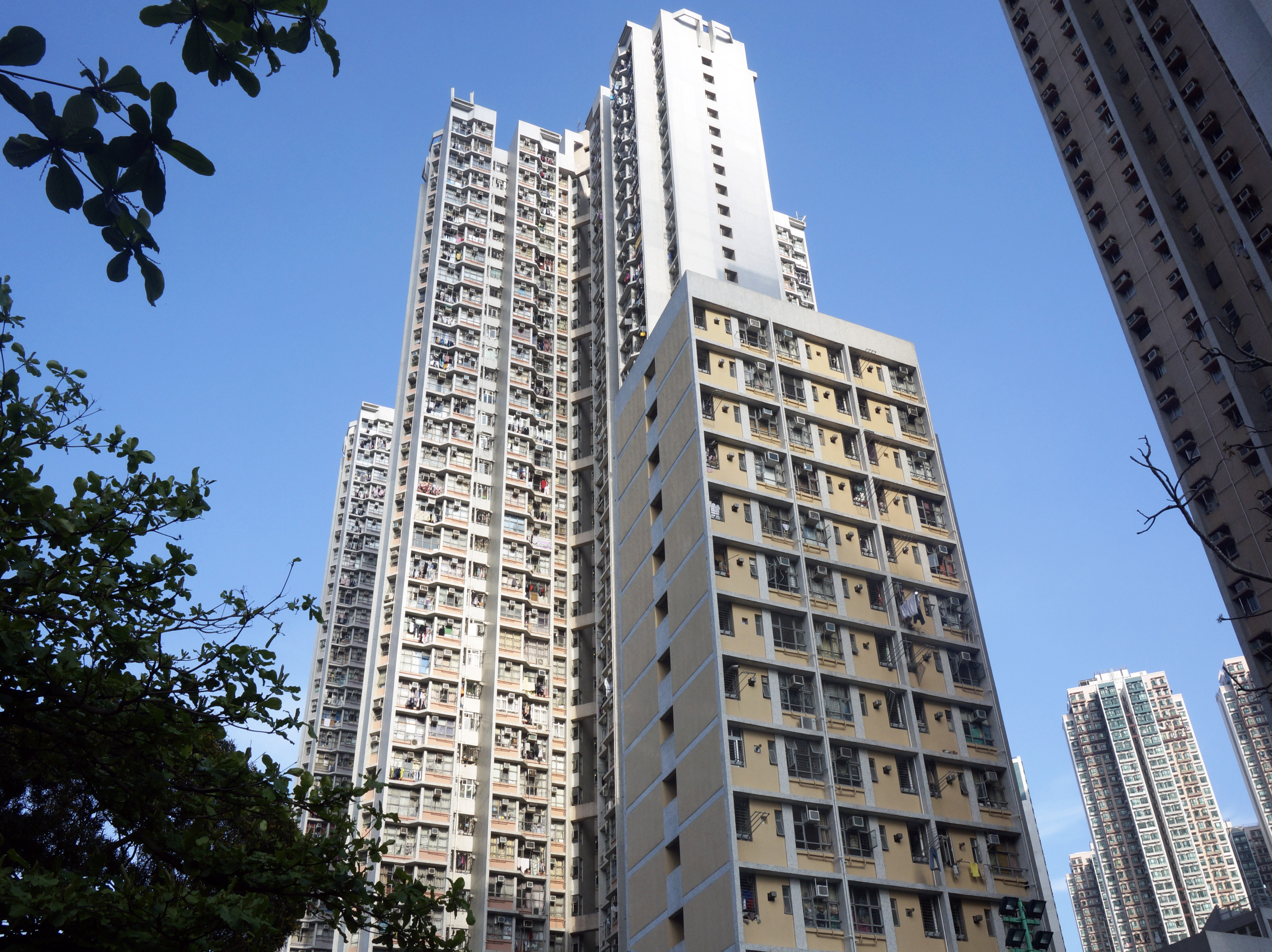
厚德邨德富樓及德澤樓
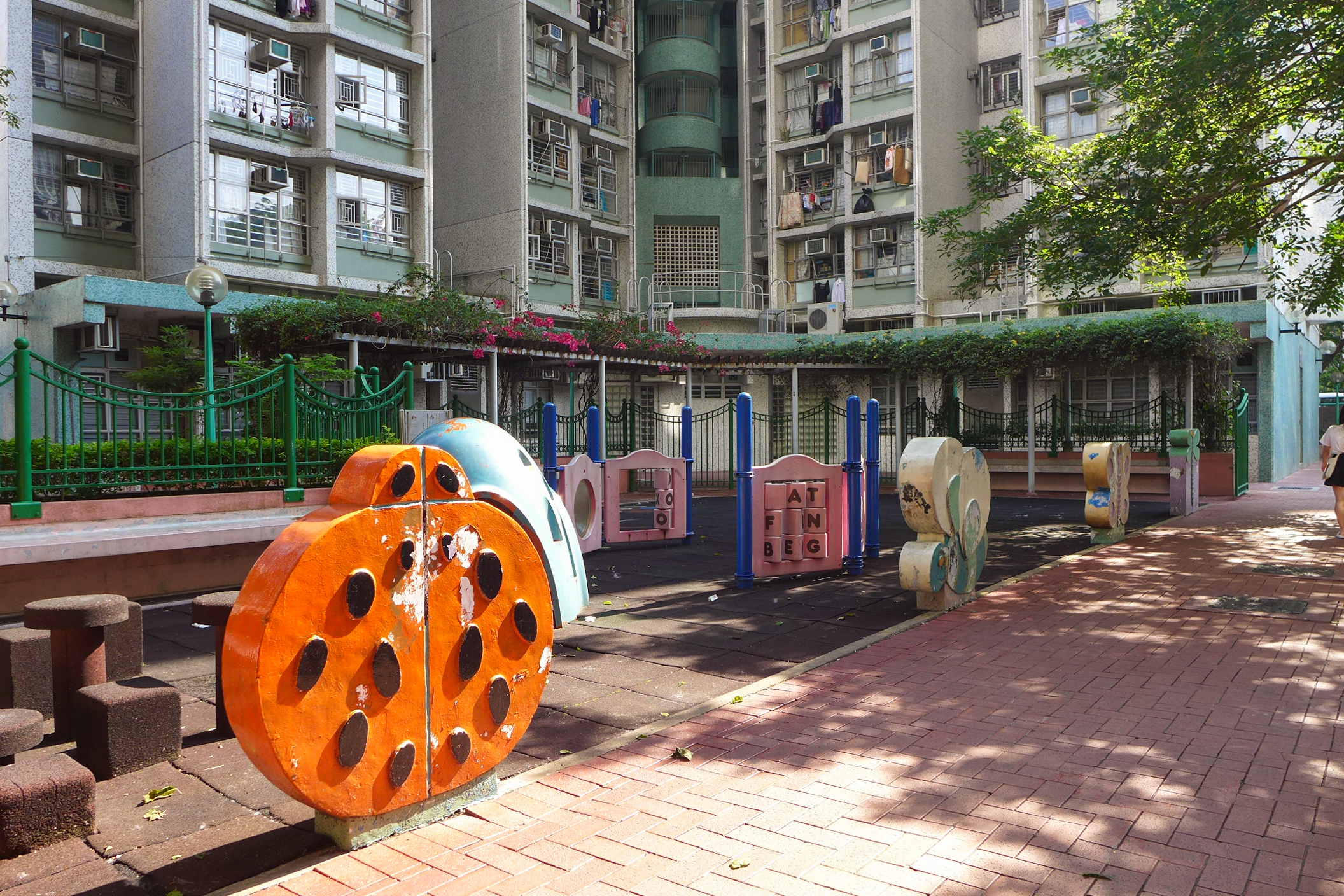
厚德邨兒童遊樂場
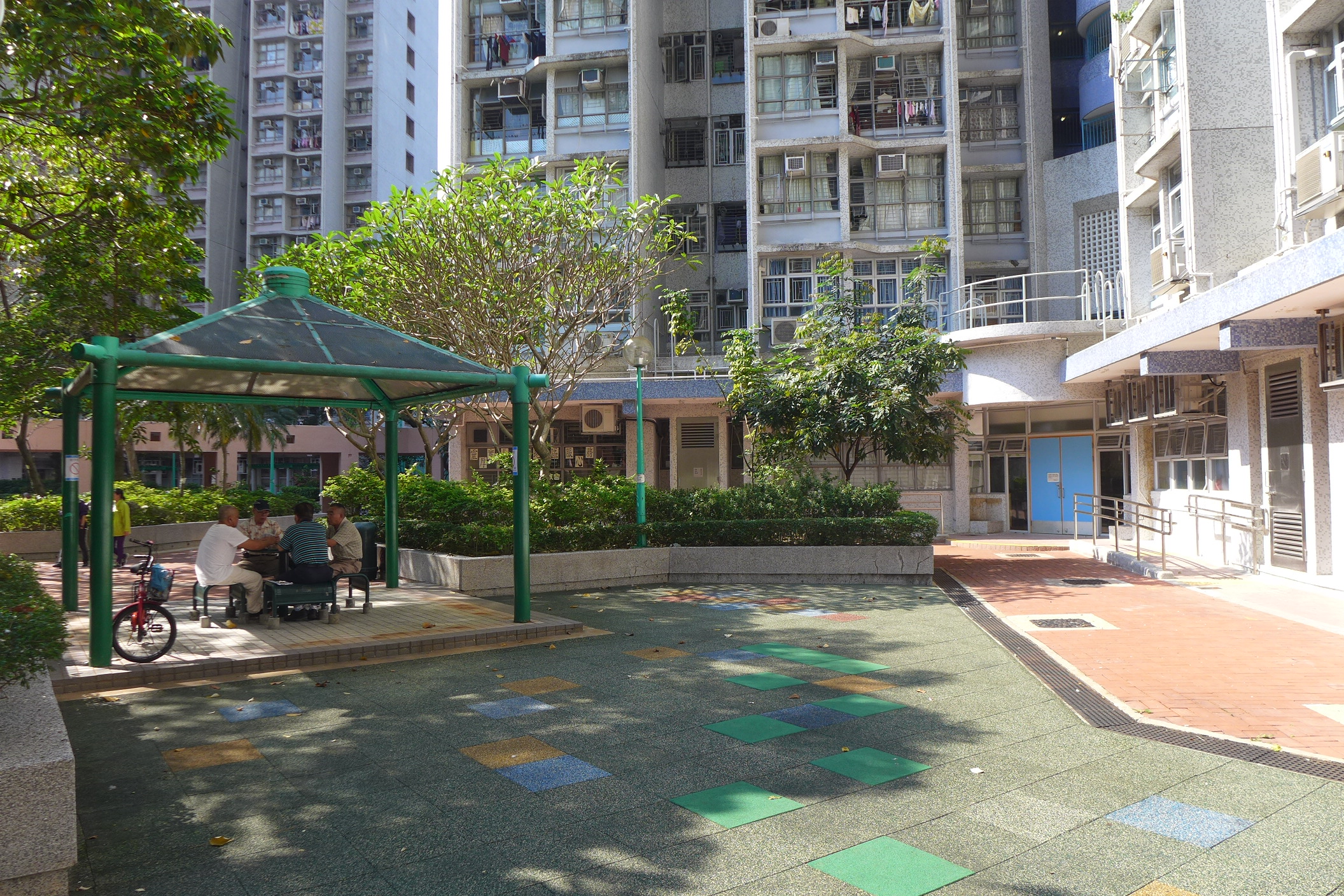
厚德邨涼亭
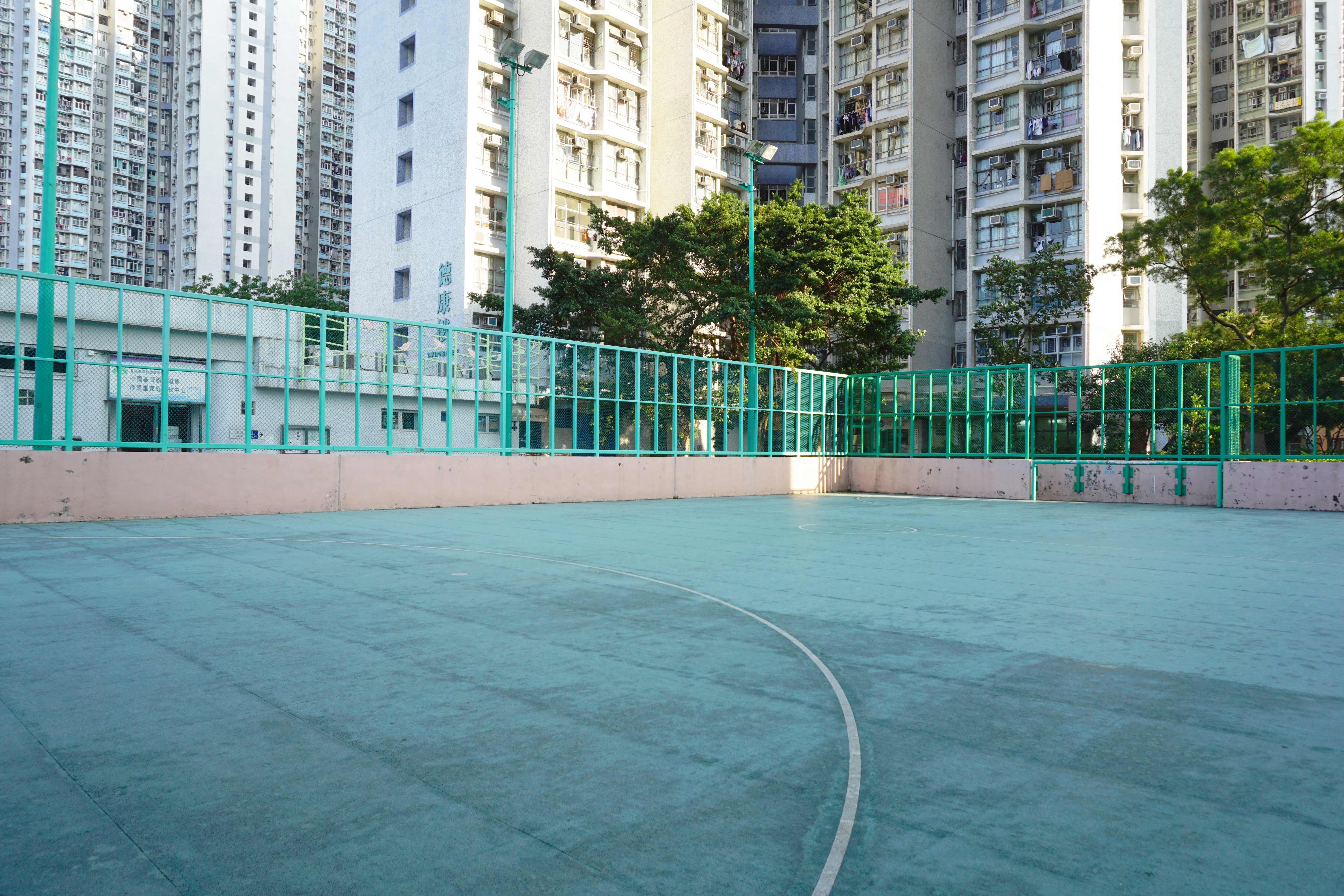
厚德邨足球場
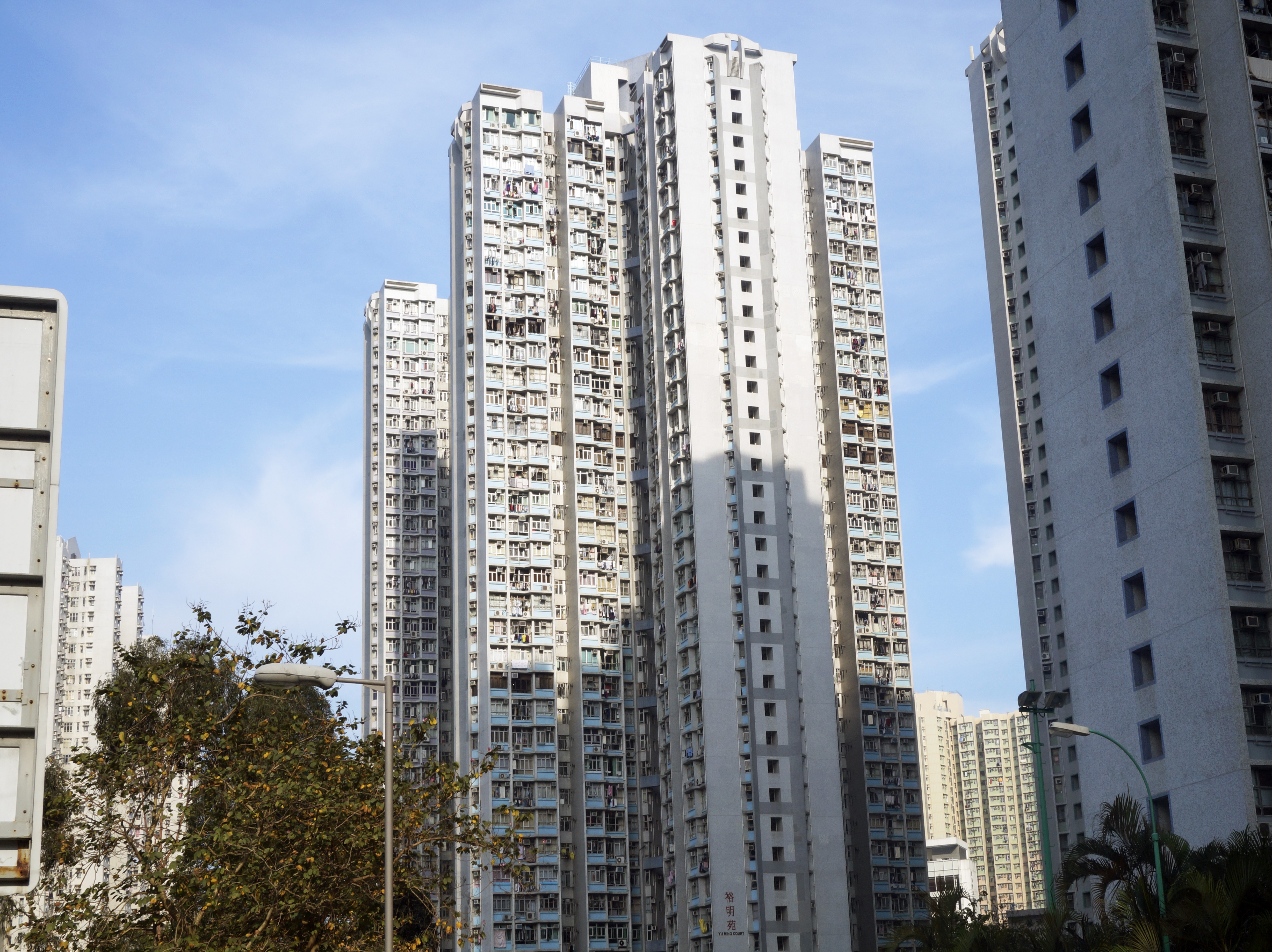
裕明苑裕昌閣及裕榮閣
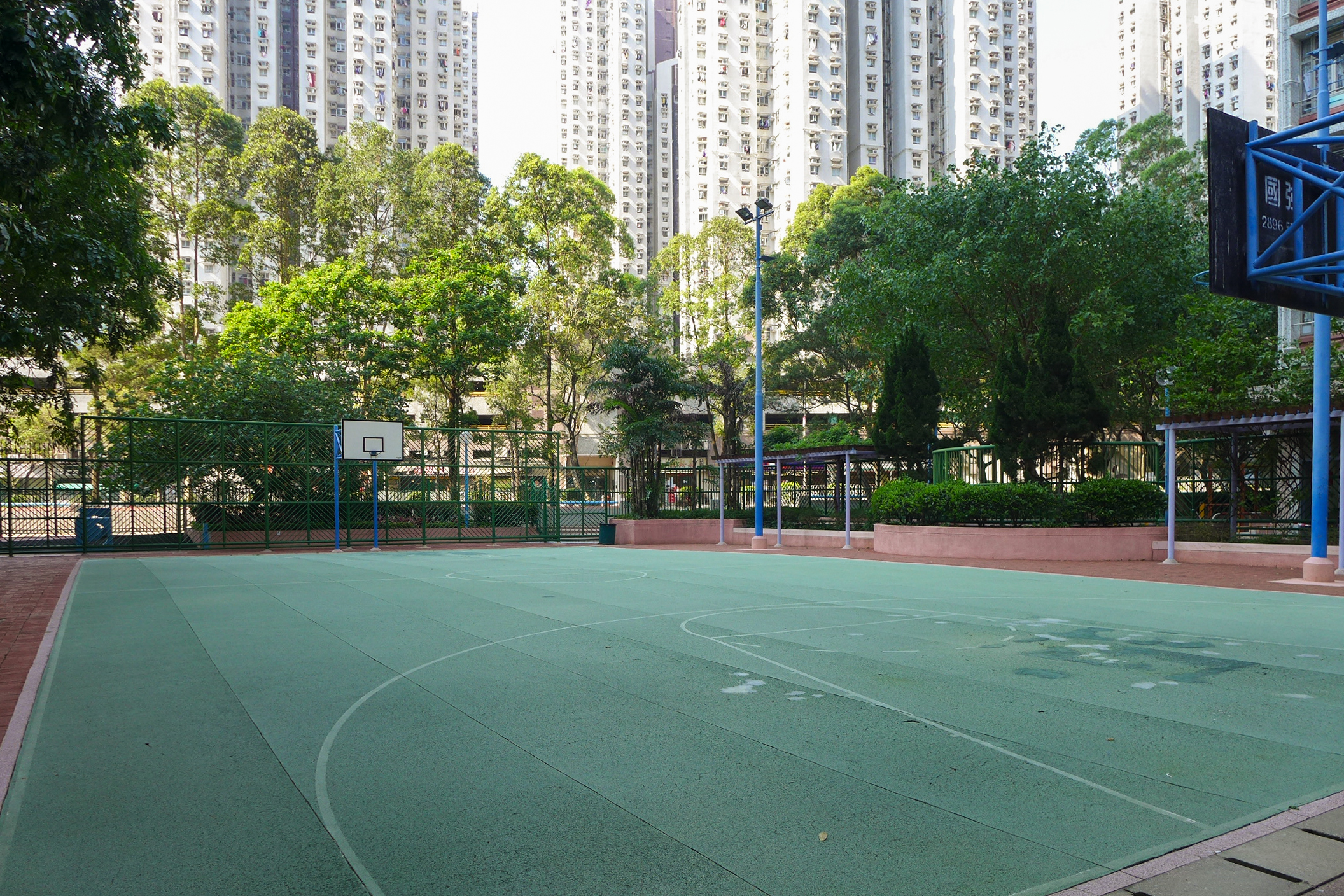
裕明苑籃球場
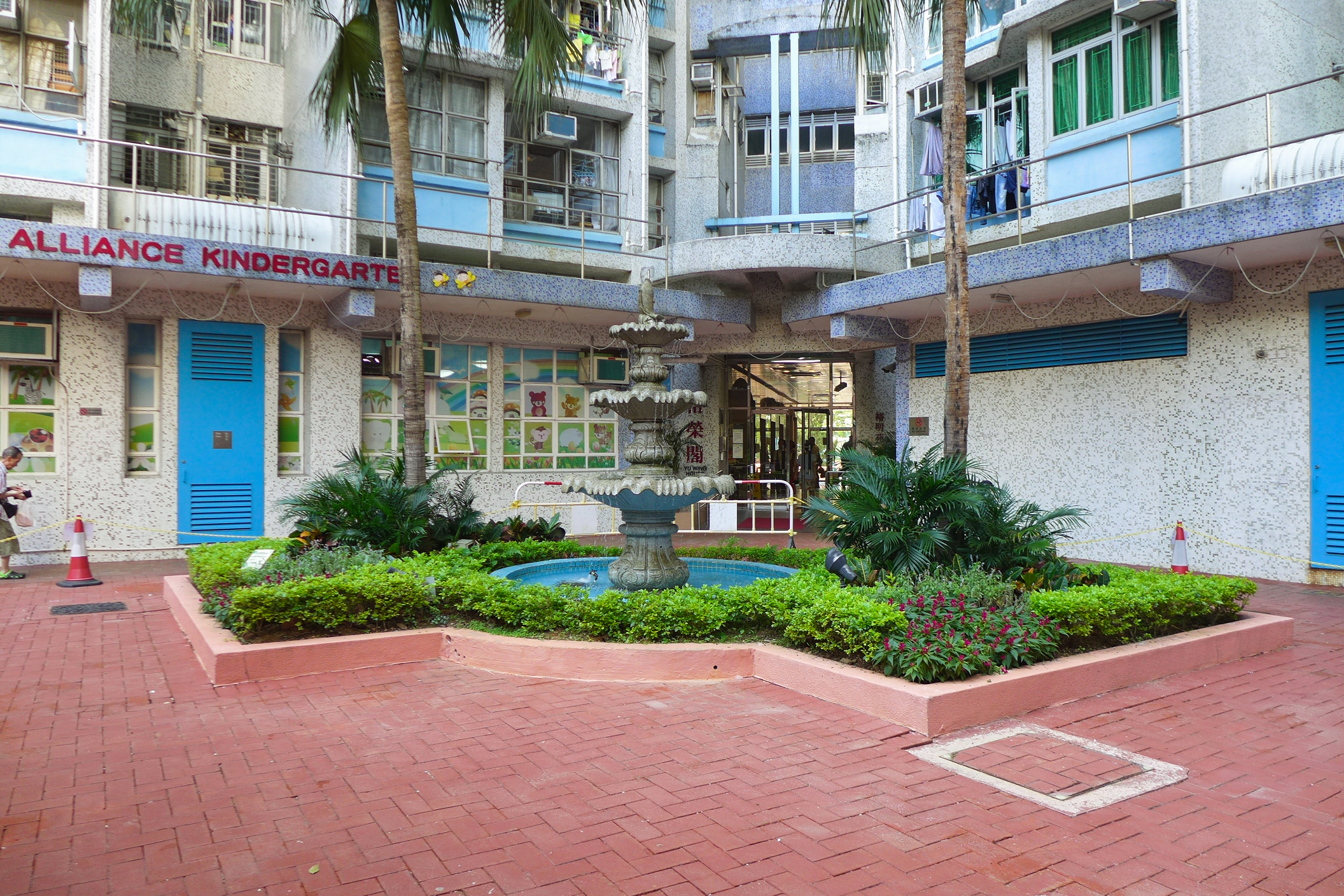
裕明苑外的噴水池

### 厚德商場（現：TKO Gateway）

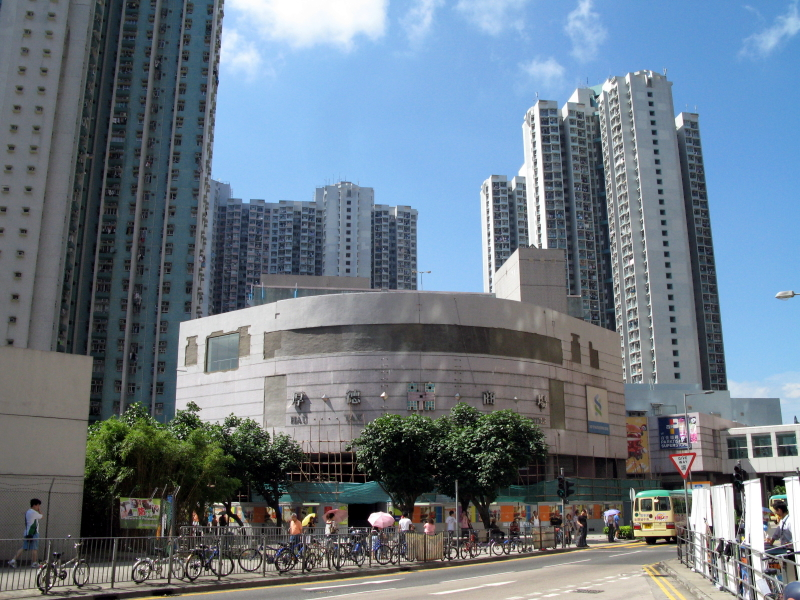
厚德商場正門舊貌（2007年）
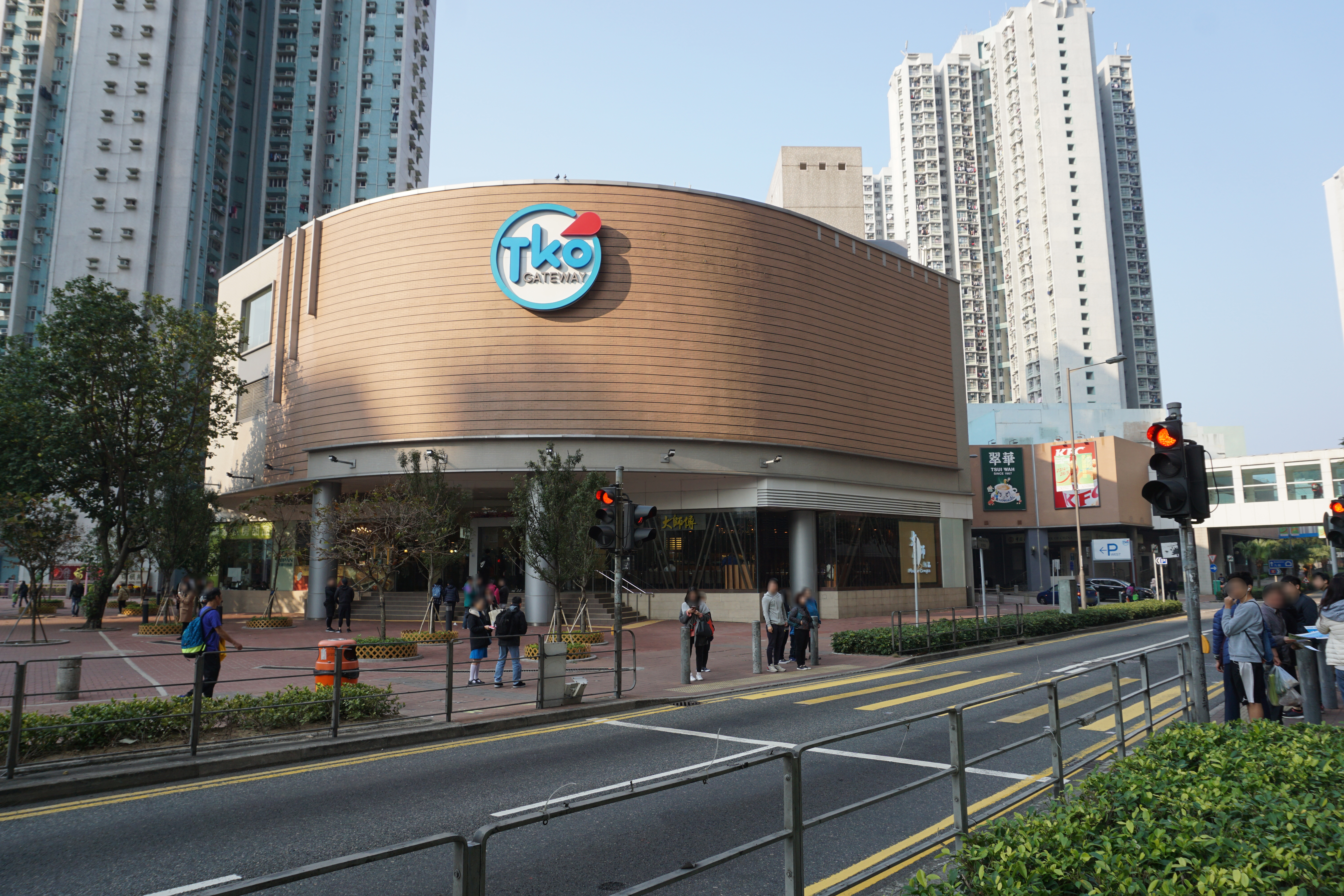
厚德商場正門現貌（2017年）
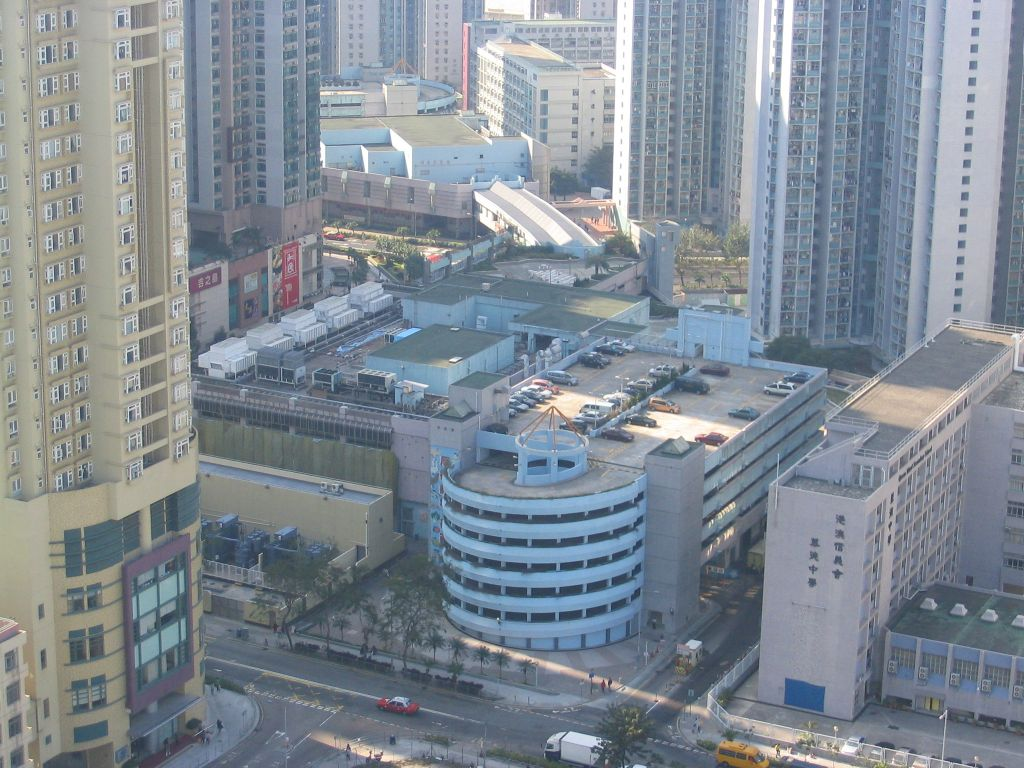
俯瞰厚德商場（2006年）

## 鄰近地方
- 港鐵坑口站
- 坑口（北）巴士總站
- 將軍澳醫院
- 坑口社區會堂
- 西貢將軍澳政府綜合大樓
- 坑口體育館
- 東港城
- 蔚藍灣畔
- 連理街
- 明德邨
- 富寧花園
- 安寧花園
- 和明苑
- 鴨仔山公園
- 常寧遊樂場
- 坑口文曲里公園
- 香港單車館
- 將軍澳市鎮公園
- 樂頤居

## 外景場地
在屋邨入伙之前，曾經借出德裕樓及厚德商場予電影公司、拍攝電影《回魂夜》。

## 事件
街市火災
2007年3月29日晚上，厚德邨街市因裝修而意外引發三級火災，大火在密閉式空間焚燒14小時，80多間商舖付之一炬，部份建築結構現鬆脫爆裂。同年6月中，街市重新營業。
倫常慘案
2023年4月30日凌晨3時許，警方接獲一名男子報案，指71歲父親在德志樓家中以木棍襲擊其65歲的母親，母親頭部淌血受傷。事後丈夫走到窗邊，疑畏罪從單位墮下到地面，當場證實死亡。警員發現單位內有一條煤氣喉損毀。

## 參看
- 坑口
- 將軍澳
- TKO Gateway

## 外部連結
- 房委會物業位置及資料 厚德邨 （页面存档备份，存于）
- 房委會物業位置及資料 裕明苑 （页面存档备份，存于）
- 房委會物業位置及資料 頌明苑 （页面存档备份，存于）
- 頌明苑網站